# Cutch State Railway
| Cutch State Railway | Cutch State Railway |
| ------------------- | ------------------- |
| Streckenlänge:      | 116 km              |
| Spurweite:          | 762 mm (Schmalspur) |
|                     |                     |

Die Cutch State Railway, abgekürzt CSR, war eine Eisenbahngesellschaft im früheren Fürstenstaat Kachchh im Westen Britisch-Indiens.

## Geschichte
Die CSR war eine 762 mm Schmalspurbahn die vom Fürstenstaat gebaut, finanziert und betrieben wurde. Der Bahnbetrieb erfolgte im sogenannten Inselbetrieb, da die Bahn keinerlei Gleisverbindung zu einer anderen Eisenbahn hatte. Der Bau begann 1903 und der erste 19 km lange Abschnitt von Tuna nach Anjar wurde 1905 eröffnet. Bis 1908 wurde die Strecke bis zur Hauptstadt Bhuj verlängert. Nebenbahnen von Anjar über Varsamedi nach Kandla sowie von Varsamedi nach Bhachau entstanden bis 1931.
1936 war die Gesellschaft im Besitz von sechs Lokomotiven, sieben Triebwagen, 15 Personen- und 66 Güterwagen.
Am 5. November 1951 wurde die CSR schließlich in das Netz der Indian Railways integriert. Sie ging zusammen mit der Bombay, Baroda and Central India Railway, der Rajputana Railway, der Jaipur State Railway und der Saurashtra Railway in der neuen regionalen Western Railway auf.

## Klassifizierung
Das Unternehmen wurde nach der von der indischen Regierung 1926 eingeführten Indian Railway Classification als Eisenbahn der Klasse III eingestuft.